# Nycteola kuldzhana
Nycteola kuldzhana is een nachtvlinder uit de familie van de visstaartjes (Nolidae). 
De wetenschappelijke naam van de soort is voor het eerst geldig gepubliceerd door Obraztsov in 1953.
De soort komt voor in Europa.